# Olavi Alakulppi
Olavi Alakulppi (ur. 17 lipca 1915, zm. 19 sierpnia 1990) – fiński biegacz narciarski i żołnierz, złoty medalista mistrzostw świata.

## Kariera
W 1938 roku wystartował na mistrzostwach świata w Lahti, gdzie zajął 22. miejsce w biegu na 18 km techniką klasyczną. Rok później, podczas mistrzostw świata w Zakopanem wspólnie z Paulim Pitkänenem, Eino Olkinuorą i Klaesem Karppinenem wywalczył złoty medal w sztafecie 4x10 km. W biegu na 18 km zajął tym razem 18. miejsce. Wystartował także na mistrzostwach świata w Lake Placid zajmując 18. miejsce w biegu na 18 km, a na dystansie 50 km zajął 22. miejsce.
W czasie wojny radziecko-fińskiej w latach 1941–1944 służył w armii fińskiej. W 1942 roku został odznaczony Krzyżem Mannerheima. W 1944 roku awansował do stopnia kapitana. Po zakończeniu II wojny światowej Alakulppi był poszukiwany przez armię radziecką. W 1945 roku uciekł na nartach do Szwecji, gdzie dołączyła do niego rodzina i razem wyemigrowali do USA. Wkrótce po przybyciu do Stanów Zjednoczonych wstąpił do United States Army. W 1968 roku przeszedł na emeryturę w stopniu podpułkownika.
Zmarł w Petersburgu w stanie Wirginia 19 sierpnia 1990 roku. Został pochowany na Narodowym Cmentarzu w Arlington.
Jego syn – Vesa Alakulppi również służył w armii amerykańskiej, dosłużył się stopnia kapitana. Zginął 14 maja 1968 roku w czasie wojny wietnamskiej.

## Osiągnięcia

### Mistrzostwa świata
| Miejsce | Dzień     | Rok  | Miejscowość | Konkurencja             | Czas biegu | Strata | Zwycięzca        |
| ------- | --------- | ---- | ----------- | ----------------------- | ---------- | ------ | ---------------- |
| 22.     | 25 lutego | 1938 | Lahti       | 18 stylem klasycznym    | 1:09:37 h  | ?      | Pauli Pitkänen   |
| 18.     | 15 lutego | 1939 | Zakopane    | 18 stylem klasycznym    | 1:05:30 h  | ?      | Jussi Kurikkala  |
| 1.      | 19 lutego | 1939 | Zakopane    | Sztafeta 4x10 km        | 2:08:35 h  | -      | -                |
| 18.     | 3 lutego  | 1950 | Lake Placid | 18 km stylem klasycznym | 1:06:16 h  | ?      | Karl-Erik Åström |
| 22.     | 6 lutego  | 1950 | Lake Placid | 50 km stylem klasycznym | 2:59:05 h  | ?      | Gunnar Eriksson  |